# District de Franciade
Le district de Franciade est une ancienne division administrative française du département de Paris de 1790 à 1795. Franciade fut aussi le nom donné à Saint-Denis de 1793 à 1800
Il était composé des cantons de Franciade, Belleville, Clichy, Colombes, Nanterre, Pantin, Passy et Pierrefitte.

## Galerie

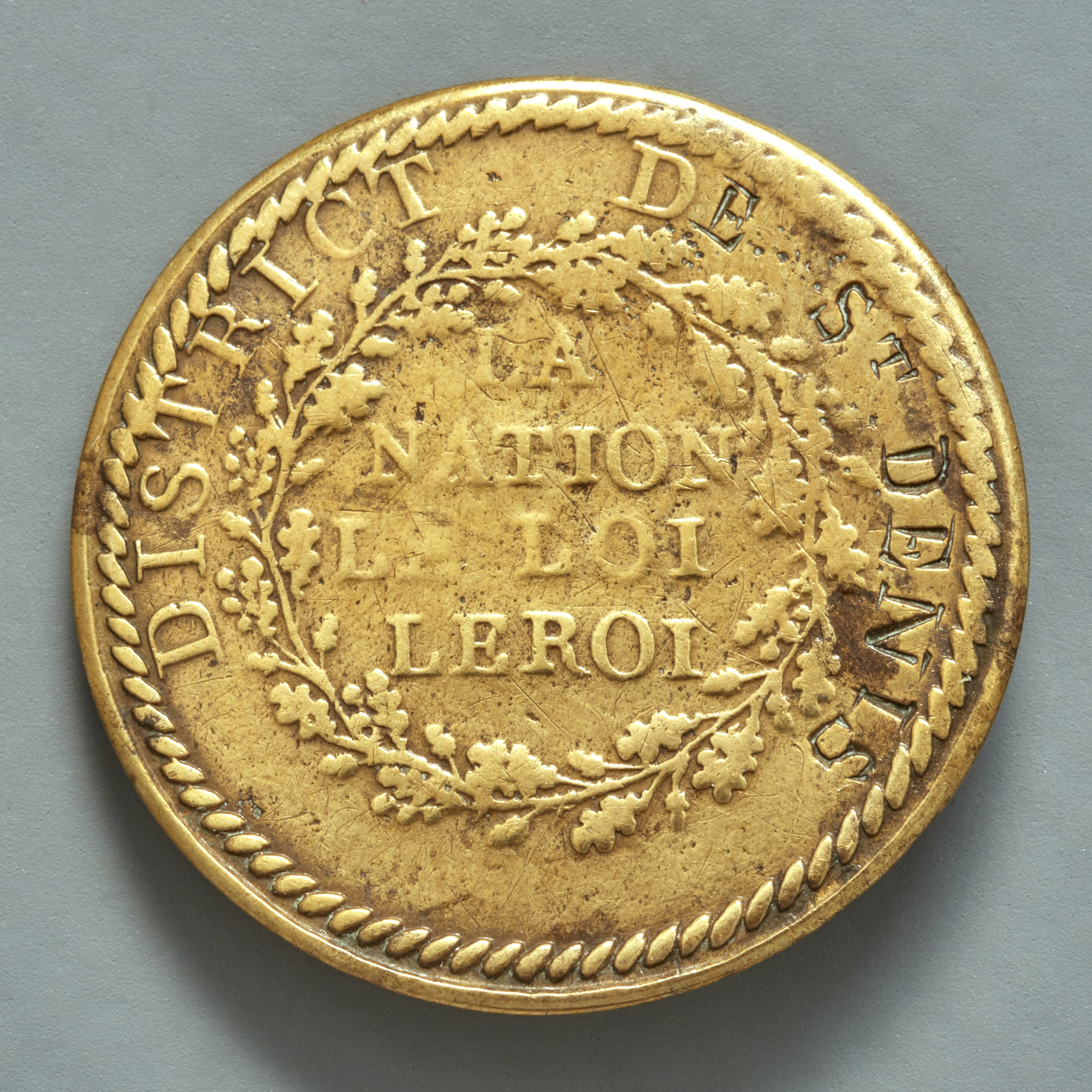
Bouton (musée Carnavalet) :  DISTRICT DE S(AIN)T DENIS